# FIFA-Konföderationen-Pokal 2005/Gruppe A
Dieser Artikel behandelt die Vorrundengruppe A beim FIFA-Konföderationen-Pokal 2005.
| Pl. | Land        | Sp. | S | U | N | Tore    | Diff. | Punkte |
| --- | ----------- | --- | - | - | - | ------- | ----- | ------ |
| 1.  | Deutschland | 3   | 2 | 1 | 0 | 009:500 | +4    | 07     |
| 2.  | Argentinien | 3   | 2 | 1 | 0 | 008:500 | +3    | 07     |
| 3.  | Tunesien    | 3   | 1 | 0 | 2 | 003:500 | −2    | 03     |
| 4.  | Australien  | 3   | 0 | 0 | 3 | 005:100 | −5    | 0      |

## Argentinien – Tunesien 2:1 (1:0)
| Argentinien                                          | Argentinien | Tunesien | Tunesien |
| ---------------------------------------------------- | --- | --- | -------- |
| Argentinien                                          | \| 15. Juni 2005 um 18:00 Uhr in Köln (FIFA-WM-Stadion) \| \| Zuschauer: 28.033 \| \| Schiedsrichter: Roberto Rosetti ( Italien) \| | \| 15. Juni 2005 um 18:00 Uhr in Köln (FIFA-WM-Stadion) \| \| Zuschauer: 28.033 \| \| Schiedsrichter: Roberto Rosetti ( Italien) \| | Tunesien |
| Argentinien                                          | Germán Lux – Gonzalo Rodríguez, Fabricio Coloccini, Gabriel Heinze – Maxi Rodríguez, Lucas Bernardi, Juan Román Riquelme, Juan Pablo Sorín (79. Javier Zanetti) – Luciano Galletti, Javier Saviola (66. Carlos Tévez), Mario Alberto Santana Cheftrainer: José Pekerman | Khaled Fadhel – Hatem Trabelsi (46. Amir Haj Massaoud), Karim Saidi, Radhi Jaïdi, Anis Ayari – Jawhar Mnari, Adel Chedli – Karim Essediri, Selim Benachour, Imed Mhadhebi (46. Francileudo Santos) – Haykel Gmamdia (78. Ziad Jaziri) Cheftrainer: Roger Lemerre | Tunesien |
| Argentinien                                          | 1:0 Riquelme (33., Foulelfmeter) 2:0 Saviola (57.) | 2:1 Gmamdia (72., Foulelfmeter) | Tunesien |
| Argentinien                                          | Lux, Rodríguez | Trabelsi, Jaïdi | Tunesien |
| Argentinien                                          | Mhadhebi verschießt Foulelfmeter (17.) | | Tunesien |
| 15. Juni 2005 um 18:00 Uhr in Köln (FIFA-WM-Stadion) | | |          |
| Zuschauer: 28.033                                    | | |          |
| Schiedsrichter: Roberto Rosetti ( Italien)           | | |          |

Spielbericht

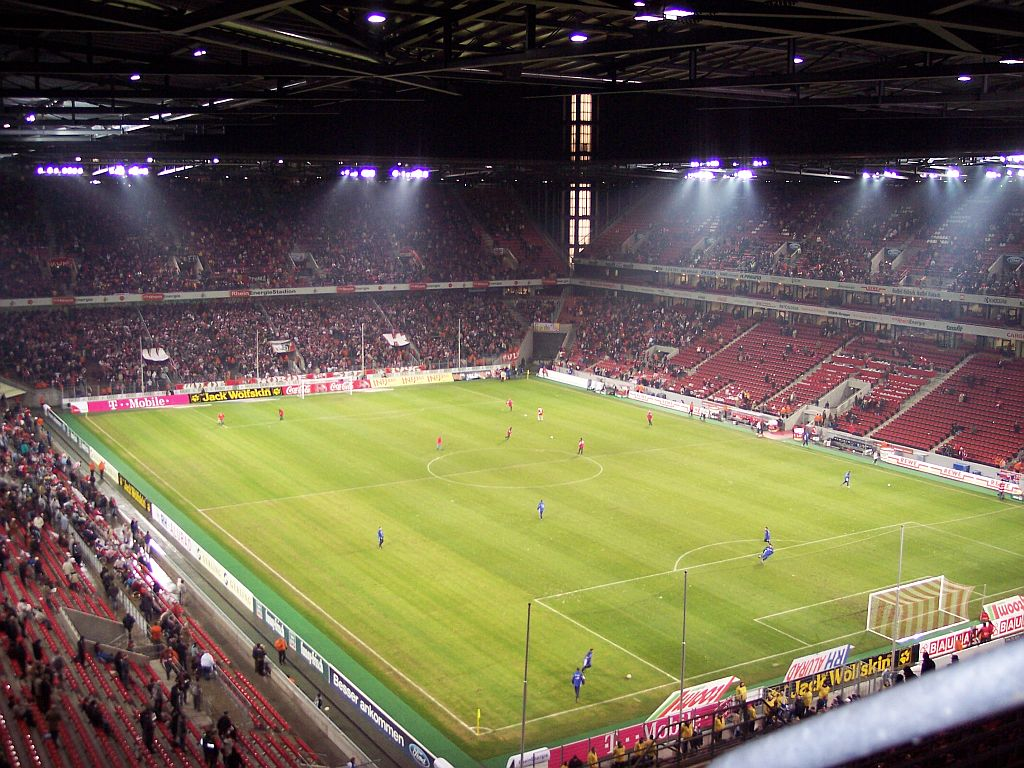
26.000 Zuschauer wollten das erste Spiel des Confed-Cups sehen

Argentinien setzte sich im ersten Spiel nur knapp gegen den Außenseiter Tunesien durch. Trainer José Pekerman testete in der Partie auch einige junge Nationalspieler ohne große Erfahrung. Roberto Ayala, Hernán Crespo, Kily González, Luis González, Javier Mascherano und Roberto Abbondanzieri waren gar nicht erst zum Konföderationen-Pokal angereist. Dennoch spielte die Mannschaft ohne diese Stammkräfte im ersten Gruppenspiel gegen den Afrikameister nicht schlecht. Juan Román Riquelme, Javier Saviola und Juan Pablo Sorín waren die Besten im Spiel der Argentinier. Die beiden Bundesliga-Spieler Diego Placente (Bayer 04 Leverkusen) und Martín Demichelis (FC Bayern München) kamen nicht zum Einsatz.
Tunesien spielte mit einer überraschenden Aufstellung, Stammtorwart Ali Boumnijel musste ebenso wie Santos und Ziad Jaziri zu Beginn auf der Bank Platz nehmen. Jawhar Mnari, der Neuzugang vom 1. FC Nürnberg, begann in der Anfangsformation.
Das Spiel war über weite Strecken ausgeglichen und so hatten die Afrikaner in der 18. Minute die beste Möglichkeit zur Führung: Torwart Lux hatte Gmamdia im Strafraum gefoult, jedoch verschoss Mhadhebi den fälligen Foulelfmeter. Das erste Tor des Konföderationen-Pokals 2005 fiel in der 33. Minute durch Juan Román Riquelme, der einen Foulelfmeter zum 1:0 für Argentinien verwandelte. Maxi Rodríguez war von Trabelsi geschubst worden und Schiedsrichter Rosetti gab erneut Strafstoß. In der 57. Minute konnte dann Saviola nach einer gelungenen Kombination mit Santana und Galletti zum 2:0 erhöhen.
Knapp zwanzig Minuten vor Spielende gab es zum dritten Mal Elfmeter. Lux touchierte Gmamdia und diesmal verwandelte der Gefoulte selber. Die Mannschaft von Trainer Roger Lemerre konnte in der Folgezeit jedoch den Ausgleich nicht mehr erzielen.

## Deutschland – Australien 4:3 (2:2)
| Deutschland                                                       | Deutschland | Australien | Australien |
| ----------------------------------------------------------------- | --- | --- | ---------- |
| Deutschland                                                       | \| 15. Juni 2005 um 21:00 Uhr in Frankfurt am Main (FIFA-WM-Stadion) \| \| Zuschauer: 46.466 (ausverkauft) \| \| Schiedsrichter: Carlos Amarilla ( Paraguay) \| | \| 15. Juni 2005 um 21:00 Uhr in Frankfurt am Main (FIFA-WM-Stadion) \| \| Zuschauer: 46.466 (ausverkauft) \| \| Schiedsrichter: Carlos Amarilla ( Paraguay) \|                                                                                         | Australien |
| Deutschland                                                       | Oliver Kahn – Arne Friedrich, Robert Huth, Per Mertesacker, Thomas Hitzlsperger – Bernd Schneider (76. Sebastian Deisler), Torsten Frings, Michael Ballack , Bastian Schweinsteiger (83. Fabian Ernst) – Lukas Podolski, Kevin Kurányi (68. Gerald Asamoah) Cheftrainer: Jürgen Klinsmann | Mark Schwarzer – Kevin Muscat, Craig Moore , Tony Popovic (57. Jon McKain) – Lucas Neill – Brett Emerton, Ljubo Miličević, Josip Skoko, Scott Chipperfield (83. Archie Thompson) – Tim Cahill (74. Jason Culina), John Aloisi Cheftrainer: Frank Farina | Australien |
| Deutschland                                                       | 1:0 Kurányi (17.) 2:1 Mertesacker (23.) 3:2 Ballack (60., Foulelfmeter) 4:2 Podolski (88.) | 1:1 Skoko (21.) 2:2 Aloisi (31.) 4:3 Aloisi (90.+2’) | Australien |
| Deutschland                                                       | Huth, Schweinsteiger, Friedrich, Ballack | Milicevic | Australien |
| 15. Juni 2005 um 21:00 Uhr in Frankfurt am Main (FIFA-WM-Stadion) | | |            |
| Zuschauer: 46.466 (ausverkauft)                                   | | |            |
| Schiedsrichter: Carlos Amarilla ( Paraguay)                       | | |            |

Spielbericht

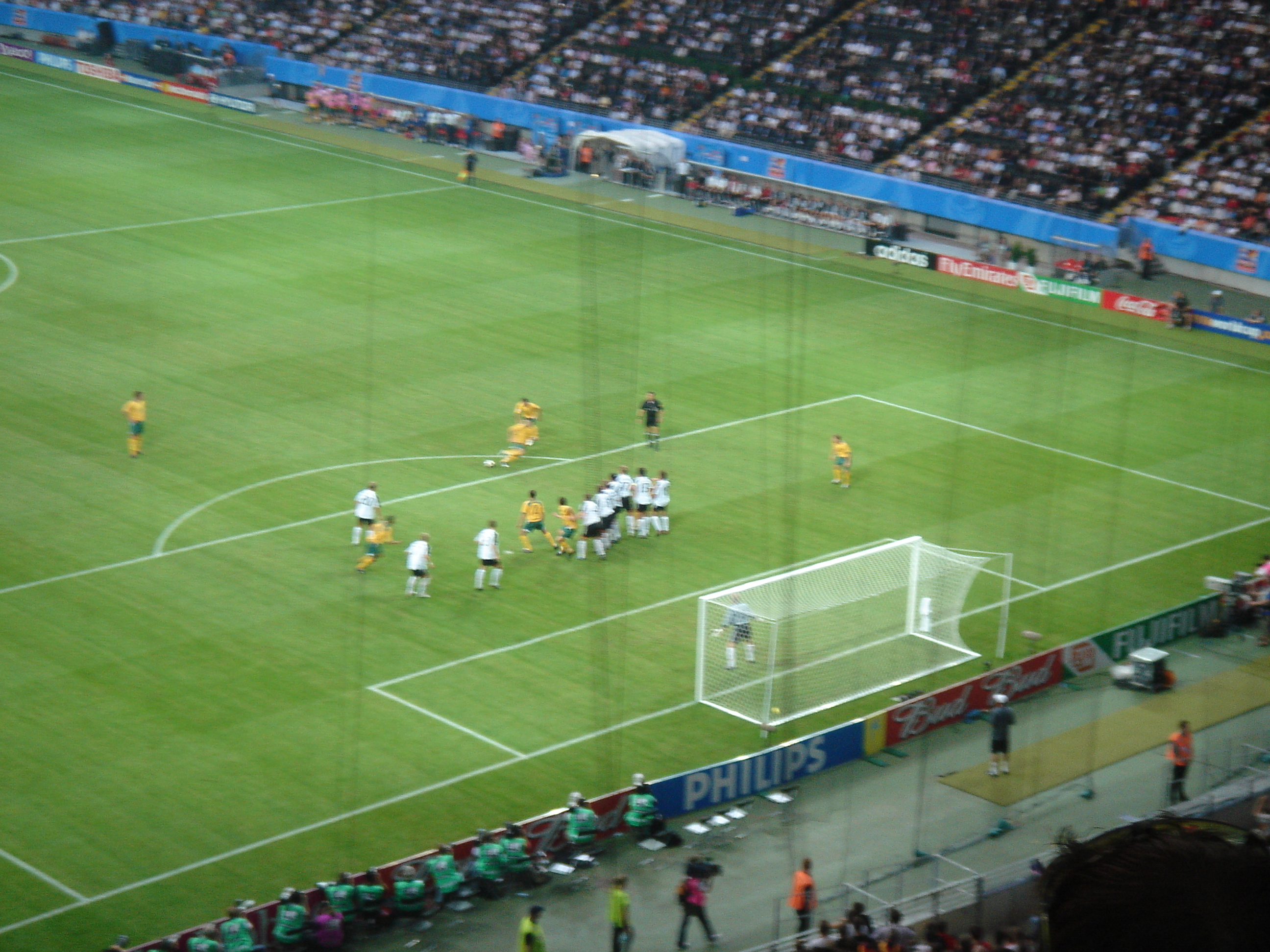
Josip Skoko schießt das 1:1 für Australien

Australien verlor das erste Spiel sehr knapp gegen den Gastgeber. Der Ozeanienmeister war spielerisch über weite Strecken die bessere Mannschaft, jedoch hatte die Elf von Trainer Frank Farina große Schwierigkeiten im Abwehrbereich. Die Besucher des Waldstadions und die Fernsehzuschauer konnten eine torreiche und unterhaltsame Partie sehen. Die Mannschaft von Jürgen Klinsmann offenbarte, wie im Freundschaftsspiel zuvor, große Unsicherheiten in der Defensive, die mit jungen Abwehrspielern besetzt war (Altersdurchschnitt 22,75 Jahre).
In der Anfangsphase standen die australischen Abwehrspieler kompakt, so dass die deutschen Mittelfeldspieler kaum ins Spiel kamen. So war das 1:0 für Deutschland durch einen von Kevin Kurányi abgefälschten Schuss von Arne Friedrich aus 25 Meter sehr überraschend. Anschließend wurde das Spiel etwas besser. In der 21. Minute foulte Robert Huth John Aloisi vor dem Strafraum und Josip Skoko schoss den fälligen direkten Freistoß ins Tor. Die Führung der Deutschen durch Per Mertesacker wurde von Aloisi erneut ausgeglichen. In der 60. Minute erzielte Michael Ballack per Foulelfmeter die erneute Führung, Lukas Podolski erhöhte in der 88. Minute auf 4:2. Der zweite Treffer von Aloisi im ersten Gruppenspiel kam in der Nachspielzeit für die Australier zu spät.

## Tunesien – Deutschland 0:3 (0:0)
| Tunesien                                             | Tunesien | Deutschland | Deutschland |
| ---------------------------------------------------- | --- | --- | ----------- |
| Tunesien                                             | \| 18. Juni 2005 um 18:00 Uhr in Köln (FIFA-WM-Stadion) \| \| Zuschauer: 44.377 (ausverkauft) \| \| Schiedsrichter: Peter Prendergast ( Jamaika) \|                                                                                         | \| 18. Juni 2005 um 18:00 Uhr in Köln (FIFA-WM-Stadion) \| \| Zuschauer: 44.377 (ausverkauft) \| \| Schiedsrichter: Peter Prendergast ( Jamaika) \| | Deutschland |
| Tunesien                                             | Ali Boumnijel – Hatem Trabelsi , Wissem Abdi, Radhi Jaïdi, José Clayton – Mehdi Nafti, Jawhar Mnari, Adel Chadli, Kaies Ghodhbane (59. Hamed Namouchi) – Francileudo Santos, Ziad Jaziri (83. Chaouki Ben Saada) Cheftrainer: Roger Lemerre | Jens Lehmann – Arne Friedrich, Robert Huth, Per Mertesacker, Thomas Hitzlsperger (68. Bernd Schneider) – Sebastian Deisler, Torsten Frings, Michael Ballack , Bastian Schweinsteiger – Lukas Podolski (87. Mike Hanke), Gerald Asamoah (62. Kevin Kurányi) Cheftrainer: Jürgen Klinsmann | Deutschland |
| Tunesien                                             | 0:1 Ballack (74., Foulelfmeter) 0:2 Schweinsteiger (80.) 0:3 Hanke (88.) | | Deutschland |
| Tunesien                                             | Jaïdi (2., gesperrt), Abdi | Friedrich (2., gesperrt) | Deutschland |
| 18. Juni 2005 um 18:00 Uhr in Köln (FIFA-WM-Stadion) | | |             |
| Zuschauer: 44.377 (ausverkauft)                      | | |             |
| Schiedsrichter: Peter Prendergast ( Jamaika)         | | |             |

Spielbericht

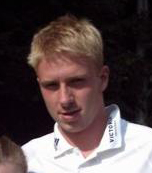
Hanke schoss mit dem 3:0 sein erstes Länderspieltor

Bei der deutschen Fußballnationalmannschaft wurde auf drei Positionen gewechselt. Wie Nationaltrainer Jürgen Klinsmann vor dem Turnier angekündigt hatte, wechselte er die Torhüter nach jedem Spiel, um sowohl Oliver Kahn als auch Jens Lehmann im Tor für die WM 2006 zu testen. Für Bernd Schneider spielte gegen Tunesien Sebastian Deisler auf der rechten Seite. Kevin Kurányi, der im Eröffnungsspiel das 1:0 erzielte, wurde durch Gerald Asamoah ersetzt.
Bei Tunesien spielten die Stammspieler Santos, Ziad Jaziri und Kaies Ghodhbane, die nach den letzten schweren WM-Qualifikationsspielen Tunesiens gegen Argentinien zuletzt eine Pause bekommen hatten, von Beginn an.
Die erste Halbzeit war von der Taktik geprägt. Trotz einiger Unsicherheiten stand die Abwehr insgesamt besser, vor allem Robert Huth konnte einige Zweikämpfe gewinnen. Die beste Chance hatten jedoch die Tunesier. Einen direkt auf das Tor geschossenen Eckball konnte Jens Lehmann nur mit Mühe vor der Torlinie halten. Der Spieler des 1. FC Köln, Lukas Podolski, der im FIFA-WM-Stadion Köln ein Heimspiel hatte, schoss ein Tor, das jedoch wegen einer Abseitsstellung zu Recht vom jamaikanischen Schiedsrichter Peter Prendergast nicht anerkannt wurde. Der Kapitän der Deutschen, Michael Ballack, hatte kurz vor der Pause eine gute Chance durch einen Kopfball.
In der zweiten Halbzeit war das Spiel ausgeglichen, bis Ballack in der 74. Minute im Strafraum gefoult wurde. Den fälligen Elfmeter verwandelte er selber. Anschließend kippte das Spiel. Deutschland stand nun hinten kompakt und schoss vorne noch zwei Tore. Podolski schickte Bastian Schweinsteiger steil, und der schoss aus spitzem Winkel zum 2:0 ein. Der in der 87. Minute eingewechselte Mike Hanke erzielte mit dem 3:0 sein erstes Länderspieltor. Da auch Argentinien am Abend gegen Australien gewann, war Deutschland im Halbfinale und konnte dem letzten Spiel am 21. Juni gegen die Südamerikaner ganz gelassen entgegensehen.

## Australien – Argentinien 2:4 (0:2)
| Australien                                               | Australien | Argentinien | Argentinien |
| -------------------------------------------------------- | --- | --- | ----------- |
| Australien                                               | \| 18. Juni 2005 um 20:45 Uhr in Nürnberg (Franken-Stadion) \| \| Zuschauer: 25.618 \| \| Schiedsrichter: Shamsul Maidin ( Singapur) \| | \| 18. Juni 2005 um 20:45 Uhr in Nürnberg (Franken-Stadion) \| \| Zuschauer: 25.618 \| \| Schiedsrichter: Shamsul Maidin ( Singapur) \| | Argentinien |
| Australien                                               | Mark Schwarzer – Kevin Muscat (46. Mark Viduka), Tony Vidmar, Craig Moore , Lucas Neill – Ljubo Miličević (56. Jon McKain), Josip Skoko (74. Jason Culina) – Brett Emerton, Tim Cahill, Scott Chipperfield – John Aloisi Cheftrainer: Frank Farina | Germán Lux – Javier Zanetti, Fabricio Coloccini (86. Gonzalo Rodríguez), Walter Samuel, Gabriel Heinze – Lucas Bernardi – Mario Alberto Santana (66. Esteban Cambiasso), Juan Pablo Sorín – Juan Román Riquelme – Javier Saviola (73. Pablo Aimar), Luciano Figueroa Cheftrainer: José Pekerman | Argentinien |
| Australien                                               | 1:3 Aloisi (61., Foulelfmeter) 2:3 Aloisi (70.) | 0:1 Figueroa (12.) 0:2 Riquelme (31., Foulelfmeter) 0:3 Figueroa (53.) 2:4 Figueroa (89.) | Argentinien |
| Australien                                               | Neill, Emerton, Cahill, Moore | Samuel | Argentinien |
| 18. Juni 2005 um 20:45 Uhr in Nürnberg (Franken-Stadion) | | |             |
| Zuschauer: 25.618                                        | | |             |
| Schiedsrichter: Shamsul Maidin ( Singapur)               | | |             |

Spielbericht
Australien begann nach der Niederlage im Eröffnungsspiel nur auf einer Position verändert, Nationaltrainer Frank Farina ließ Vidmar für den verletzten Popovic auflaufen. Bei Argentinien begannen Samuel für Gonzalo Rodriguez in der Abwehr, der Mittelfeldspieler Zanetti für Maxi Rodriguez und Figueroa stürmte für Galletti.
Das Spiel im Frankenstadion war unterhaltsam und wie schon das erste Spiel mit Beteiligung der Australier überaus torreich. In der zwölften Minute schoss Figueroa das 1:0, bis dato waren die Australier die bessere Mannschaft. Die Südamerika-Sieger taten über weite Strecken nicht mehr als nötig und ließen den Ozeanienmeister spielen. In der 30. Minute jedoch kamen die Südamerikaner mal wieder gefährlich vor das Gehäuse und es gab Elfmeter, den Riquelme zum 2:0 verwandelte. Die Spieler von Trainer Farina spielten offensiv nicht so wie gegen Deutschland, sondern waren sehr harmlos vor dem Tor. Die Fehler in der Defensive waren ähnlich gravierend wie im Eröffnungsspiel und so erhöhten die Argentinier auf 3:0. Nach der Pause wurde die australische Nationalmannschaft stärker und schoss zwei Anschlusstreffer durch den Stürmer Aloisi, der schon gegen Deutschland zweimal getroffen hatte.
Anschließend merkten die Argentinier, dass es nochmal eng werden könnte und erhöhten den Druck. Daraufhin fiel das 2:4 erneut durch Figueroa. Argentinien war ebenso wie Deutschland durch den Sieg fürs Halbfinale qualifiziert.

## Australien – Tunesien 0:2 (0:1)
| Australien                                             | Australien | Tunesien | Tunesien |
| ------------------------------------------------------ | --- | --- | -------- |
| Australien                                             | \| 21. Juni 2005 um 20:45 Uhr in Leipzig (Zentralstadion) \| \| Zuschauer: 23.952 \| \| Schiedsrichter: Carlos Chandía ( Chile) \| | \| 21. Juni 2005 um 20:45 Uhr in Leipzig (Zentralstadion) \| \| Zuschauer: 23.952 \| \| Schiedsrichter: Carlos Chandía ( Chile) \| | Tunesien |
| Australien                                             | Michael Petkovic – Lucas Neill, Tony Vidmar, Craig Moore , Simon Colosimo – Jason Culina, Jon McKain, Josip Skoko, Scott Chipperfield (38. Ljubo Miličević) – John Aloisi, Mark Viduka (46. Archie Thompson) Cheftrainer: Frank Farina | Hamdi Kasraoui – Hatem Trabelsi , Karim Saidi, Jawhar Mnari, Anis Ayari – Hamed Namouchi, Mehdi Nafti, Adel Chedli (55. Issam Jemâa), Chaouki Ben Saada (69. Kaies Ghodhbane) – Francileudo Santos (89. Ziad Jaziri), Haykel Gmamdia Cheftrainer: Roger Lemerre | Tunesien |
| Australien                                             | 0:1 Santos (26.) 0:2 Santos (70.) | | Tunesien |
| Australien                                             | McKain, Colosimo, Cahill (2., gesperrt), Thompson | Ben Saada, Ayari, Nafti | Tunesien |
| 21. Juni 2005 um 20:45 Uhr in Leipzig (Zentralstadion) | | |          |
| Zuschauer: 23.952                                      | | |          |
| Schiedsrichter: Carlos Chandía ( Chile)                | | |          |

Spielbericht
Beide Mannschaften hatten vor dem Spiel schon keine Möglichkeit mehr sich für das Halbfinale zu qualifizieren. Der Trainer von Australien Frank Farina änderte auf fünf Spielpositionen die Aufstellung: Torhüter Schwarzer wurde durch Petkovic ersetzt, Viduka, Culina, Colosimo und McKain kamen für Cahill, Emerton, Milicevic und Muscat. Die Tunesier spielten nach der 0:3-Niederlage gegen Deutschland mit Guemamdia, Ben Saada, Avari, Saidi und Namouchi für Jaziri, Ghodhbane, Clayton, Abdi und Jaidi.
Im Leipziger Zentralstadion vor 24.000 Zuschauern bei hohen sommerlichen Temperaturen begann das Spiel wenig ansehnlich. Beide Mannschaften hatte große Probleme im Spielaufbau. In der 23. Minute wurde ein Treffer von Guemamdia wegen Abseits nicht anerkannt, nur drei Minuten später schoss dann Santos den verdienten Führungstreffer für den Afrikameister. In der Folgezeit kam die Mannschaft aus Australien besser ins Spiel und war über weite Strecken überlegen. Jedoch waren die Tunesier durch Konter gefährlich. Einen davon verwandelte Santos in der 70. Minute. Die Mannschaft von Roger Lemerre konnte damit nach zwei Niederlagen (gegen Argentinien und Deutschland) den ersten Sieg im Konföderationen-Pokal 2005 feiern. Der Ozeanienmeister dagegen musste mit null Punkten die Heimreise aus Deutschland antreten.

## Argentinien – Deutschland 2:2 (1:1)
| Argentinien                                              | Argentinien | Deutschland | Deutschland |
| -------------------------------------------------------- | --- | --- | ----------- |
| Argentinien                                              | \| 21. Juni 2005 um 20:45 Uhr in Nürnberg (Franken-Stadion) \| \| Zuschauer: 42.088 (ausverkauft) \| \| Schiedsrichter: Ľuboš Micheľ ( Slowakei) \| | \| 21. Juni 2005 um 20:45 Uhr in Nürnberg (Franken-Stadion) \| \| Zuschauer: 42.088 (ausverkauft) \| \| Schiedsrichter: Ľuboš Micheľ ( Slowakei) \| | Deutschland |
| Argentinien                                              | Germán Lux – Javier Zanetti, Fabricio Coloccini, Walter Samuel (62. Mario Alberto Santana), Gabriel Heinze – Lucas Bernardi (53. Pablo Aimar) – Esteban Cambiasso, Juan Pablo Sorín – Juan Román Riquelme – Carlos Tévez (80. César Delgado), Luciano Figueroa Cheftrainer: José Pekerman | Timo Hildebrand – Andreas Hinkel, Robert Huth, Per Mertesacker, Thomas Hitzlsperger – Bernd Schneider (46. Torsten Frings), Fabian Ernst, Sebastian Deisler, Bastian Schweinsteiger (70. Marco Engelhardt) – Gerald Asamoah (58. Mike Hanke), Kevin Kurányi Cheftrainer: Jürgen Klinsmann | Deutschland |
| Argentinien                                              | 1:1 Riquelme (38.) 2:2 Cambiasso (74.) | 0:1 Kurányi (29.) 1:2 Asamoah (51.) | Deutschland |
| Argentinien                                              | Samuel (2., gesperrt), Bernardi | Kurányi, Deisler, Schweinsteiger (2., gesperrt), Engelhardt | Deutschland |
| 21. Juni 2005 um 20:45 Uhr in Nürnberg (Franken-Stadion) | | |             |
| Zuschauer: 42.088 (ausverkauft)                          | | |             |
| Schiedsrichter: Ľuboš Micheľ ( Slowakei)                 | | |             |

Spielbericht

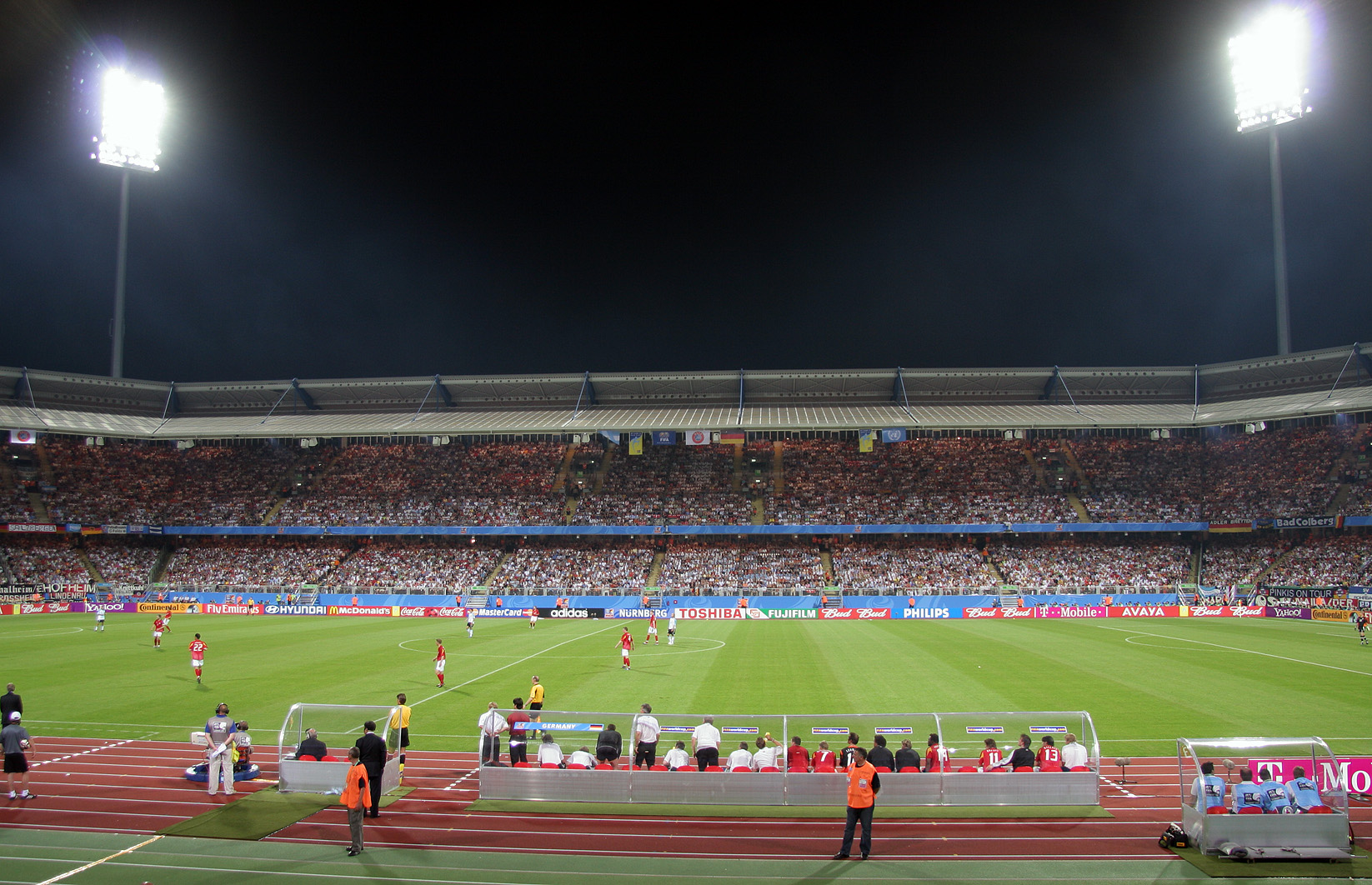
Argentinien gegen Deutschland im Frankenstadion

Bei Deutschland veränderte Bundestrainer Jürgen Klinsmann die schon für die Finalrunde qualifizierte Mannschaft gegenüber dem 3:0-Sieg gegen Tunesien auf fünf Positionen: Für den Kapitän Michael Ballack, der für das Halbfinale geschont wurde, begann Bernd Schneider als Kapitän. Der gelbgesperrte Arne Friedrich wurde durch Andreas Hinkel im Abwehrbereich ersetzt. Kevin Kurányi stürmte für den leicht angeschlagenen Lukas Podolski, zudem begann Fabian Ernst für Torsten Frings im defensiven Mittelfeld, und der dritte Torwart, Timo Hildebrand, durfte für Jens Lehmann ins Tor. Die argentinische Mannschaft, die sich ebenfalls durch den Sieg im zweiten Spiel vorzeitig für das Halbfinale qualifizierte, beließ es bei zwei Änderungen zum vorigen Spiel, dem 4:2 gegen Australien: Tevez stürmte für Saviola, und Santana kam für Cambiasso.
Im Franken-Stadion begann die deutsche Nationalmannschaft sehr stark und griff die Argentinier früh an. Kurányi hatte nach fünf Minuten die erste Chance. In den ersten 15 Minuten hatten die argentinischen Fußballspieler kaum Möglichkeiten, sich in der Vorwärtsbewegung zu entfalten. Nachdem Kurányi vor dem Strafraum gefoult wurde, gab es Freistoß. Den schoss Hitzlsperger in die Mauer, der Abpraller gelangte über Ernst zu Kurányi, der in der 29. Minute zum 1:0 für Deutschland volley einschoss. Zwei Minuten nach dem verdienten Führungstor gab es auf der anderen Seite an ähnlicher Position einen Freistoß, den der Mittelfeldregisseur Riquelme verwandelte. Nach dem Ausgleich waren die deutschen Spieler etwas verunsichert und ließen den Argentiniern mehr Raum, das Offensivspiel in die Hand zu nehmen. Jedoch hatten die Argentinier kaum noch Möglichkeiten vor der Halbzeitpause.
In der zweiten Halbzeit wurde Frings eingewechselt, der die Kapitänsbinde von Schneider übernahm. Sechs Minuten später legte dieser auf Kurányi auf, der zum Sturmpartner Asamoah ablegte. Asamoah überwand den argentinischen Torhüter Lux mit einem Flachschuss. Die Argentinier wurden jedoch immer stärker und glichen auch diesen erneuten Rückstand durch Cambiasso in der 74. Minute aus. Die technisch klar überlegene Mannschaft von José Pekerman konnte jedoch das Siegtor nicht mehr erzielen.
Aufgrund des besseren Torverhältnisses qualifizierte sich die deutsche Mannschaft damit trotz des Unentschiedens als Sieger der Gruppe A für das Halbfinale gegen den Zweiten der Gruppe B.